# Il cinema ritrovato - Istruzioni per l'uso
Il cinema ritrovato - Istruzioni per l'uso è un film documentario del 2004 diretto da Giuseppe Bertolucci.